# 銀元
銀元（ぎんげん）とは、1933年に中華民国国民政府によって導入された通貨単位（ただし、通貨としての銀元は1890年に清が対外決済用に発行した銀貨に由来する）。従来の銀両（テール）に替わって採用された。正式な名称は「銀圓」であるが、字画が多いために同音字である「銀元」が代用されて広く定着するようになった。

## 銀錠・銀両

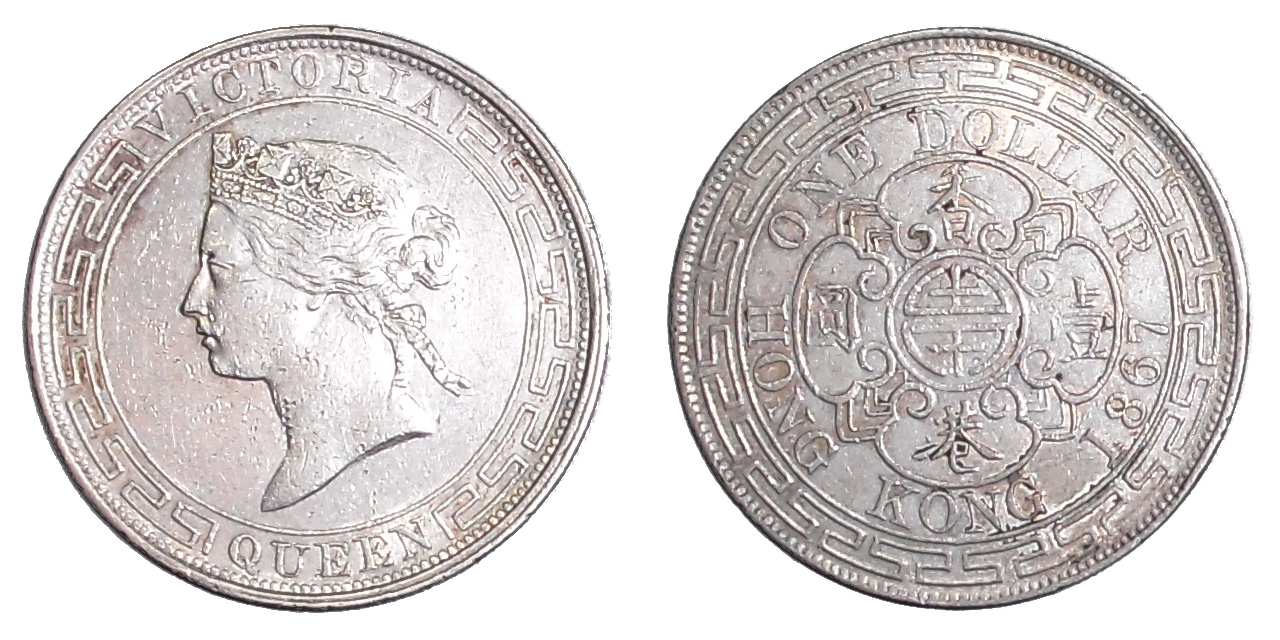
壹圓銀貨、香洋、1867年

中国では昔から銅銭が法定通貨とされてきたが、銅銭の不足と経済の発達によって銅銭が不足（銭荒）となり、宋元以後には紙幣や銀（銀地金や銀製品）が通貨の替わりに用いられるようになり、明清においても銅銭は鋳造され続けたものの、実際には銀が通貨の主導的な地位を占めるようになった。ただし、明朝は銀貨の鋳造を行わなかったため、実際に銀を通貨として用いる場合には、銀錠と呼ばれる銀の固形が秤量貨幣として用いられ、銀の重量がそのまま価値として認められていた。すなわち、両を基本的な単位として10分の1を銭、更にその10分の1を分とする重量体系がそのまま貨幣の単位として採用されていたのである。一方、大航海時代以後、スペイン（植民地メキシコを含む）などの海外の銀貨（洋銀）が大量に中国に流入し、中国既存の銀地金・銀製品と同様に秤量貨幣として扱われた。この傾向はアヘン戦争以後に一層拍車がかかった。当時の代表的なものとしては、スペインのスペイン・カルロス・ドル（本洋）、メキシコのメキシコ・ドル（鷹洋）、アメリカの米国貿易銀（美国洋）、日本明治政府の貿易銀（日本竜洋）、イギリス領香港の香港ドル（香港鋳造の香洋とイギリス鋳造の站人洋がある）、フランス領インドシナのピアストル（安南洋）などが知られていた。

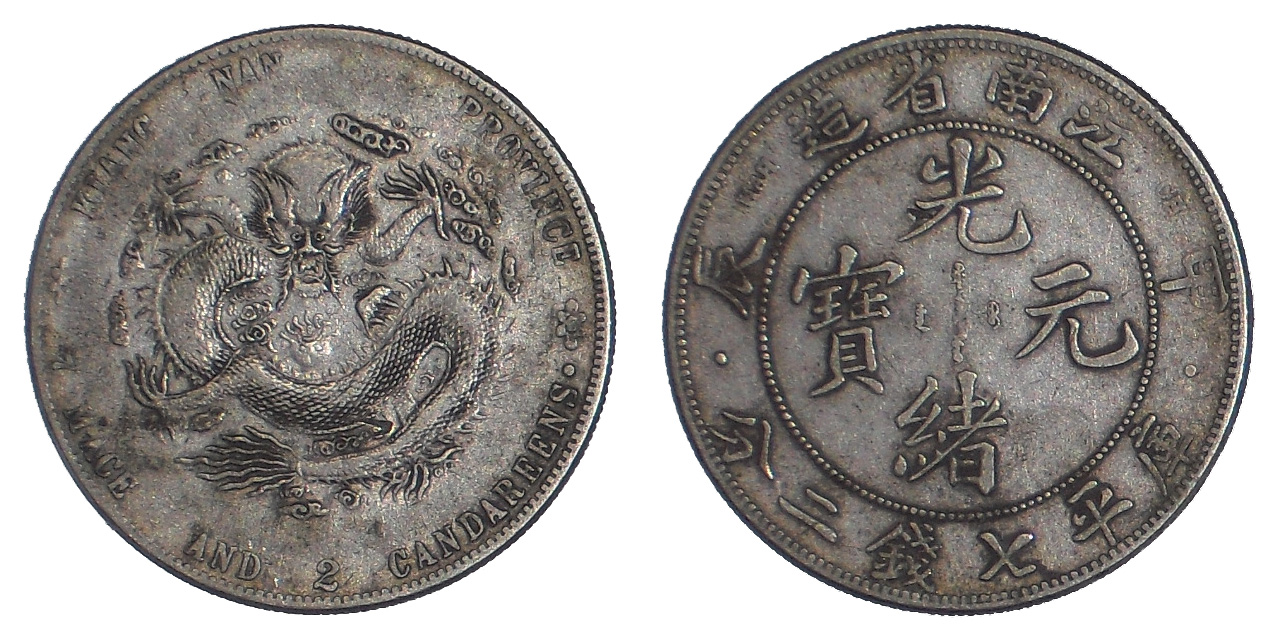
光緒元寶、七銭二分、江南省、1904年

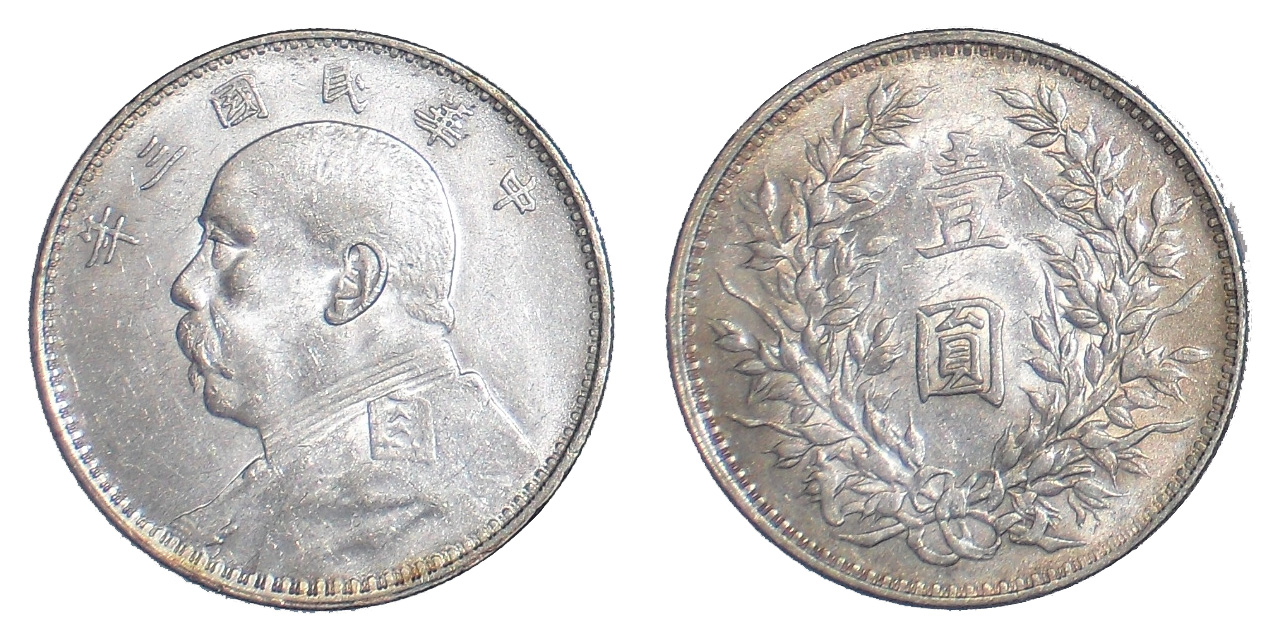
壹圓銀貨、袁世凱像幣、1914年

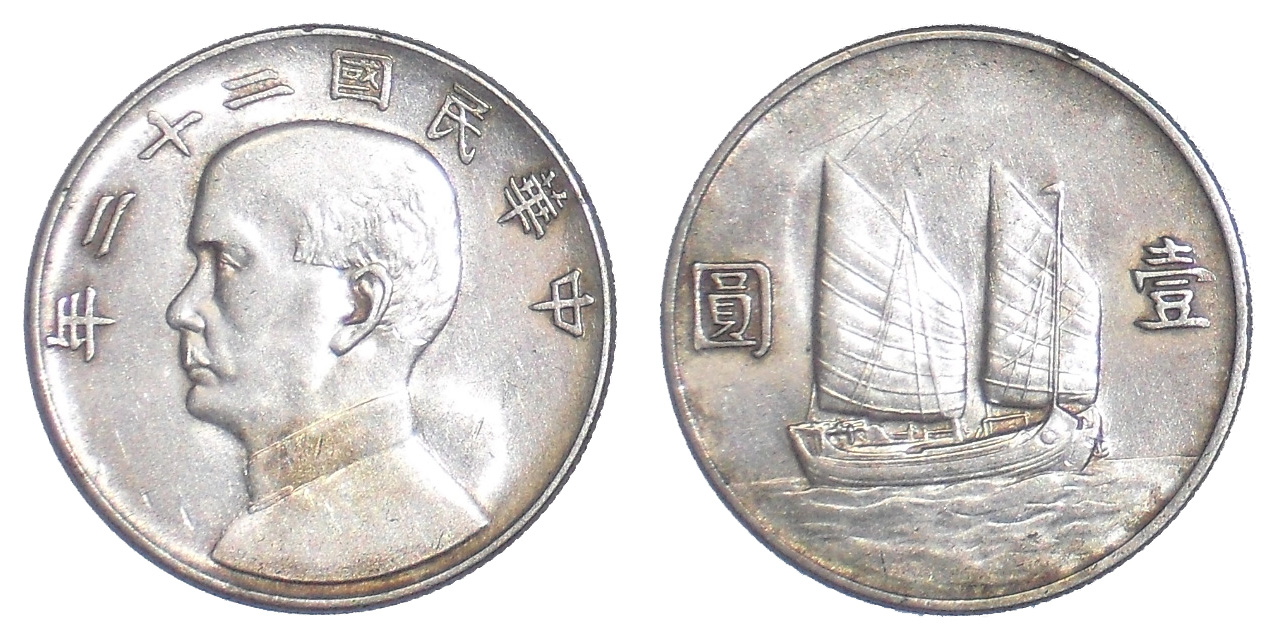
壹圓銀貨、孫文像幣、1933年

一方、清でも1792年にチベット限定で出された乾隆宝蔵をはじめとして台湾・福建など辺境の地域での銀貨発行の事例はあったものの、中国本土においては1890年に張之洞の提言によって広東造幣廠が建設され、清は日本と同様に「圓」を単位とした銀圓（銀元、以下「銀元」と用いる）銀貨「光緒元宝」発行に踏み切ったがこれは貿易用の計数貨幣（洋銀に合わせて、1枚＝0.724両・品位902と定められていた）であり、国内においては貨幣価値の決定権を握っていたのは依然として各地に存在していた銭荘と呼ばれる両替商と彼らによる牙行であった。彼らは地域で通用する銀錠への交換（手持ちの銀地金や他地域の銀錠・銀貨からの改鋳を含む）の際に徴収する手数料から得られる収益を経営の基盤としていたために、交換手数料の廃止につながる統一的な計数貨幣の発行には強く反対していたのである。その後、1910年に幣制則例（0.72両・品位900の「大清銀幣」の発行）、辛亥革命後の1914年に国幣条例（0.72両・品位900・純銀含有23.97gの俗称「袁世凱像幣」の発行、ただし実際は品位890・純銀含有23.61gにとどまる）を出して国内でも通用する通貨改革を行おうとしたが、辛亥革命以後も中国国内においては大きな変化は見られなかった。

## 廃両改元
1928年に蔣介石率いる中国国民党による北伐が終了して一応の統一政府が成立したが、その後も中原大戦などの内紛が続いた。更に1932年には日本軍による第1次上海事変が追い討ちをかけたのである。当時の中国における金融・貿易の中心地であった上海が戦場になってしまった結果、銀元は暴落して国内の銀両とのバランス（洋厘）が悪化してしまった。だが、上海の中国人銀行家達はこれを逆手に取って通貨安定のために、秤量貨幣である銀両を廃止して銀元に統一することを提案したのである。これには銀錠を発行していた銭荘や彼らに融資先としてきた外国資本の銀行は強く反対した。だが、上海の銀行家らの財政支援を受けていた蔣介石政権は自らの政治的求心力の強化のためにもこれを推進する方針を打ち出した。
1933年3月国民政府は「廃両改元」を宣言し、4月6日をもって秤量貨幣である銀両は廃止され、計数貨幣である銀元に切り替えられることとなった。その準備として上海に国民政府中央造幣廠が建設され、銀本位幣鋳造条例によって銀本位制に基づく銀本位幣（1元＝0.715両（26.7g）・品位880・純銀含有23.49gの俗称「孫文像幣」）が発行され、銀両との一定相場での交換が行われたのである。

## 法幣の発行
ところが、1934年にアメリカが自国の銀産業安定化のために銀買上法を制定すると当時の世界恐慌で行き場を無くしていた世界中の銀がアメリカに向かって流れ出し、中国の銀にも同様の流出が見られ、中国国内は深刻な不況に陥った。
そこで、1935年11月4日、国民政府は幣制改革を断行した。すなわち、
- 銀本位制を停止して管理通貨制度に移行する。同時に国内保有の銀の回収とその国有化を図る。
- 中央・中国・交通・中国農民の政府系4銀行が発行する法幣のみを有効な紙幣とする。
- 法幣1元＝イギリス貨幣1シリング2.5ペンスの固定相場制の導入。

を導入したのである。法幣導入は一応の成功を収め、1937年7月7日以後の日中戦争における通貨政策の根幹としての役目を果たした。

## 国共内戦と銀元体制の崩壊
ところが、日本の終戦後に国共内戦が勃発すると、中国共産党側も国民政府に対抗して紙幣を発行（ただし、共産党は中華ソビエト共和国以来、自己の解放区において独自通貨を発行していたが、その中国経済全体に与える影響は少なかった）したことと国内が戦場になったことで中国の経済・金融は大混乱に陥って大規模なインフレーションが発生した。このため、1937年6月と1948年8月を比較して法幣発行量は47万倍、物価指数は500万倍（上海）に達した。このため、国民政府側では1948年8月19日に中央銀行に金円券を発行させ、金円券1元＝法定含有純金0.22217グラム＝アメリカ貨幣0.25ドルの相場を定め、3ヶ月以内の条件で金円券1元＝法幣300万元を交換させた。だが、共産党側の攻勢が本格化し、この年の12月1日には共産党も石家荘に中国人民銀行を設置して人民幣の発行を開始した。更に1949年5月28日に上海が占領された。なお、共産党は6月に金円券の流通停止を宣言して人民幣1元＝金円券10万元にて交換・回収を行った。追い込まれた中華民国政府は、同年7月4日に金円券を総額300兆元にて発行を打ち切り、広州にて未だに政府などが保有していた法幣以前の旧銀元（「孫文像幣」）による銀本位制に基づいた銀元券を発行し、7月18日から8月31日までに銀元券1元＝金円券5億元と交換することとし、9月1日以後は金円券を一切無効とするとした。ところがこれを知った共産党側は金円券や銀元の人民幣への交換は認めるが、銀元券と人民幣との交換は行わないと宣言した。
だが、1949年12月7日に中華民国政府は台湾への移転を決定、中国大陸における中華民国は事実上崩壊した。以後、中華人民共和国では人民幣によって行使される人民元が、中華民国では本来台湾省限定の通貨であった新台湾ドルが用いられている。